# Замок Лохранза
Замок Лохранза (англ. Lochranza) розташований на острові Арран в затоці Ферт-оф-Клайд на заході Шотландії.

## Історія замку
Замок побудовано в середині  XIII ст. і спочатку належав клану Максвін. В 1262 р. король  Олександр III передав замок і прилеглі володіння у власність сера Уолтера Стюарта, графа Ментейта. Вважається, що в 1306 р. в замку зупинявся, повертаючись з  Ірландії,  Роберт Брюс.
Протягом наступних століть королі використовували замок для різних потреб. В 1371 р. господарем замку став король  Роберт II. Він зупинявся в Лохранзі, коли приїжджав в ці краї на полювання. Наприкінці  XV ст. король  Яків IV використав замок як опорний пункт під час кампанії проти клану Макдональдів. В 1614 р. замок належав  Якову VI, а в середині XVII ст. його захопив Олівер Кромвель.
В 1705 р. замок перейшов у власність клану  Гамільтон, власників багатьох земель Аррану. Протягом  XVIII ст. Лохранза поступово старів і в підсумку мешканці замку покинули його.
Зараз замок є символом однойменного шотландського купажованого віскі, яке виробляють неподалік.

## Інформація для відвідувачів
Замок відкрито щодня з квітня по вересень. Вхід безкоштовний.